# 马塘镇 (文山市)
马塘镇，是中华人民共和国云南省文山壮族苗族自治州文山市下辖的一个乡镇级行政单位。

## 行政区划
马塘镇下辖以下地区：
马塘村、热水村、卡莫村、汤坝村、黑莫村、荣华村、新开田村、法克村和干塘子村。